# Тираж (разъезд)
Тираж — опустевший разъезд в Соль-Илецком городском округе Оренбургской области на территории бывшего Новоилецкого сельсовета Соль-Илецкого района.

## География
Находится на участке железной дороги между станциями Цвиллинга — Чингирлау (Казахстан) на расстоянии примерно 46 километров по прямой на запад-юго-запад от окружного центра города Соль-Илецк.

## Климат
Климат континентальный с холодной часто малоснежной зимой и жарким, сухим летом. Средняя зимняя температура −15,8 °C; Средняя летняя температура +21,2 °C. Абсолютный минимум температур −44 °C. Абсолютный максимум температур +42 °C. Среднегодовое количество осадков составляет 320 мм.

## История
Разъезд был обустроен при начале строительства железной дороги Илецк — Уральск (1914—1917 года). После гражданской войны разъезд был разрушен. Восстановили разъезд лишь в 1936 году. В настоящее время разъезд утратил своё назначение, а посёлок у разъезда прекратил своё существование после 2010 года.Мотивы появления такого странного топонима (тираж - "количество экземпляров того или иного издания") пока не установлены. 

## Население
Постоянное население составляло 18 человека в 2002 году (100 % казахи), 0 в 2010 году.